# Phrygilus atriceps
El yal cabecinegro  (Phrygilus atriceps), también denominado comesebo cabeza negra (en Argentina), cometocino del norte (en Chile), fringilo de cabeza negra o fringilo de capucha negra (en Perú), es una especie de ave passeriforme de la familia Thraupidae perteneciente al género Phrygilus. Es nativo de la región andina del centro oeste de América del Sur. 

## Distribución y hábitat
Se distribuye desde el sur de Perú (tierras altas de Arequipa, Moquegua y Tacna) al sur a través de las tierras altas del suroeste de Bolivia hasta el norte de Chile (desde el este de Arica y Parinacota al sur hasta Baños del Toro, en el norte de Coquimbo) y noroeste de Argentina (al sur hasta Catamarca).
Esta especie es considerada bastante común en sus hábitat naturales: las laderas de las montañas de los Andes, entre los 3000 y 4500 m de altitud, en pastizales y en matorrales de zonas rocosas, principalmente donde prevalecen cactus columnares.

## Descripción

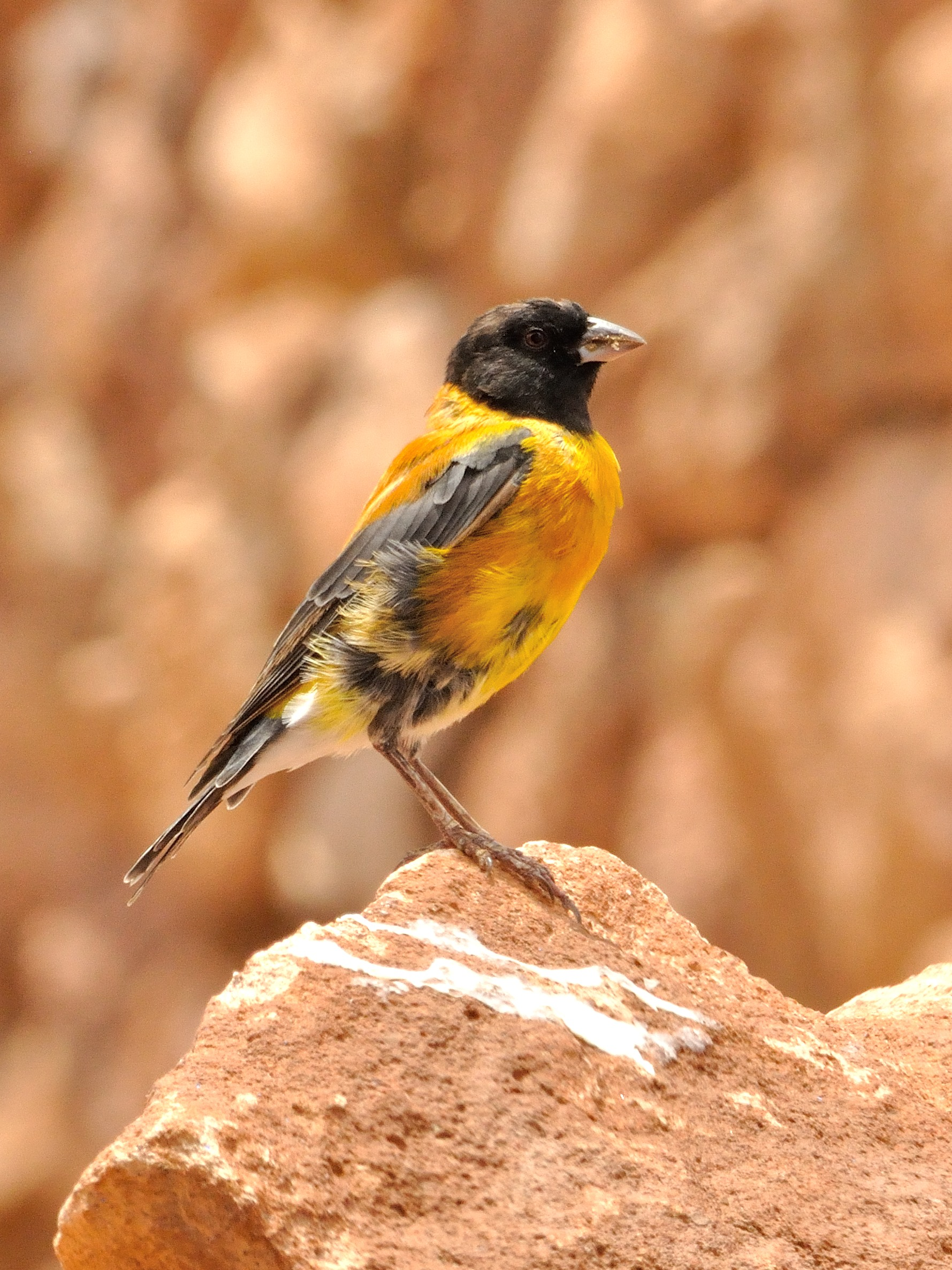
Cometocino del norte, vecindades de San Pedro de Atacama, Chile.

Mide 16,5 cm de longitud. El macho tiene cabeza negra; el plumaje del dorso es de color anaranjado a castaño; las partes inferiores son de color amarillo; la cara inferior de la cola es blanca.  La hembra tiene la cabeza y cuello color gris pizarra con plumas rayadas de negro; mejillas y garganta negruzcas; el dorso marrón oliváceo a verde oliva pardusco hacia el lomo; pecho amarillo con tono canela; abdomen y subcaudales color crema blancuzco.

## Comportamiento
Usualmente anda en pares o en pequeños grupos, a menudo con otros tráupidos montanos. Es conspícuo, generalmente alrededor de villas y habitaciones humanas.

### Alimentación
Su dieta consiste de semillas y pequeños invertebrados. Cerca de asentamientos humanos, suele buscar restos de comida.

### Reproducción
Construye un nido con tallos de pasto seco, en el suelo entre el pasto alto, en arbustos entre las rocas o cerca de una vivienda. Deposita de 3 a 4 huevos de color verde azulado claro con pintas marrón a púrpura, que miden 23 x 16 mm.

### Vocalización
Su canto es una sonora y musical repetición de una única frase clara, por ejemplo «trilií, trilií, trilií....»

## Sistemática

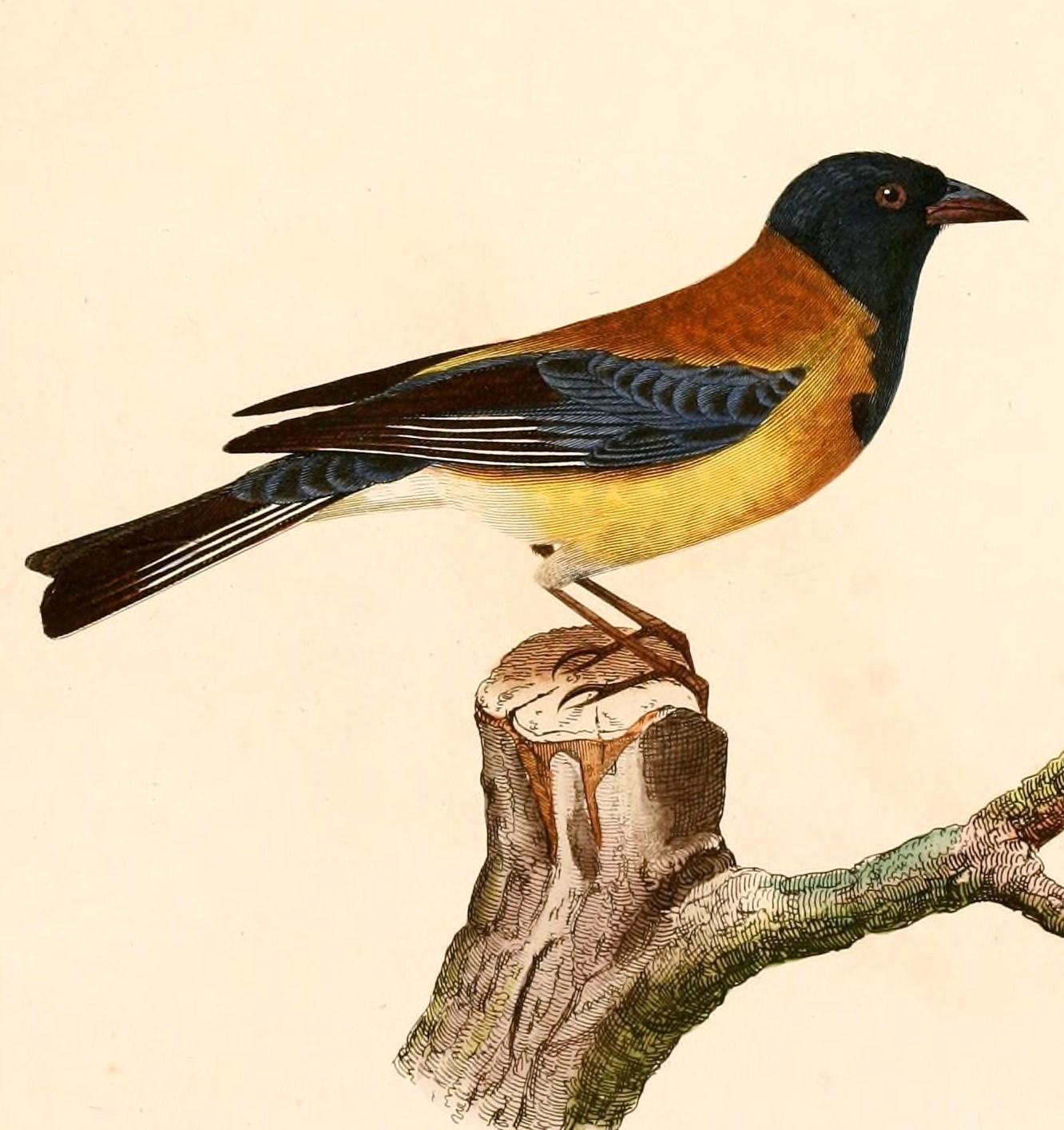
Emberiza atriceps, ilustración en d'Orbigny Voyage dans l'Amérique méridionale, 1847.

### Descripción original
La especie P. atriceps fue descrita por primera vez por los ornitólogos franceses Alcide d'Orbigny y Frédéric de Lafresnaye en 1837 bajo el nombre científico Emberiza atriceps; la localidad tipo es «Tacora, actual Tarapacá, Chile, anteriormente en Perú».

### Etimología
El nombre genérico masculino Phrygilus proviene del griego «phrugilos»: ave no identificada, mencionada por Aristófanes, tal vez algún tipo de pinzón; y el nombre de la especie «atriceps» se compone de las palabras del latín  «ater»: negro, y «ceps»: de gorra, de cabeza.

### Taxonomía
De acuerdo con los estudios genéticos y las características externas, según el trabajo de Campagna et al., 2011, la presente especie integra un clado bien definido de Phrygilus «encapuchados» junto a Phrygilus gayi, P. punensis y P. patagonicus, que se distinguen por su cabeza oscura a manera de capucha y plumaje muy colorido del macho y presentan claro dimorfismo sexual. Está relacionado con el género Sicalis.
Es monotípico. Ya ha sido considerado conespecífico con P. gayi, pero los dos raramente hibridan en el área del centro norte de Chile (entre Atacama y Coquimbo) donde son simpátricos. Las variaciones geográficas son mínimas; individuos del centro de Bolivia hasta el noroeste argentino tienen el pico ligeramente más largo que los otros, pero estas diferencias se consideran clinales; también, los machos del noroeste del altiplano boliviano (Sajama) parecen tener las alas particularmente negras.